# Radio ocultación

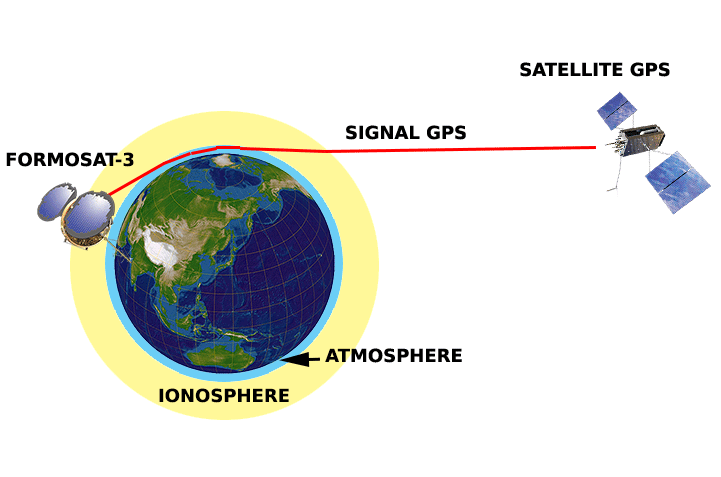
Análisis del fenómeno del retardo de la señal GPS producido por la radio ocultación, mediante los satélites del sistema FORMOSAT-3/COSMIC utilizados en aerología.

La radio ocultación es un fenómeno ligado a la refracción de las ondas electromagnéticas, que mediante técnicas de teledetección permite cuantificar las propiedades físicas de la atmósfera o de un anillo planetario (como por ejemplo, el del planeta Saturno).

## Ocultamiento atmosférico de ondas de radio
La técnica del análisis de la radio ocultación atmosférica consiste en la detección del cambio en una señal de radio a medida que pasa a través de la atmósfera de un planeta, es decir, se trata de saber cómo es ocultada por la atmósfera. Cuando la radiación electromagnética (luz) pasa a través de la atmósfera, se refracta (o desvía). La magnitud de la refracción depende del gradiente de refractividad normal a la ruta, que a su vez depende del gradiente de densidad. El efecto es más pronunciado cuando la radiación atraviesa una larga trayectoria en una capa límite de la atmósfera. En las frecuencias de radio, el grado en el que se desvían las ondas no se puede medir directamente; en su lugar, se puede calcular utilizando el efecto Doppler de la señal en función de las posiciones relativas del emisor y del receptor. El grado de deflexión de las ondas de radio puede relacionarse con el índice de refracción utilizando una transformada de Abel en la fórmula que relaciona el ángulo de deflexión con la refractividad. En el caso de una atmósfera neutra (por debajo de la ionosfera), la información sobre la temperatura de la atmósfera, la presión y el contenido de vapor de agua pueden obtenerse mediante aplicaciones que utilizan datos de ocultación de radio, informaciones de gran utilidad en meteorología.

## Ocultación de radio GNSS

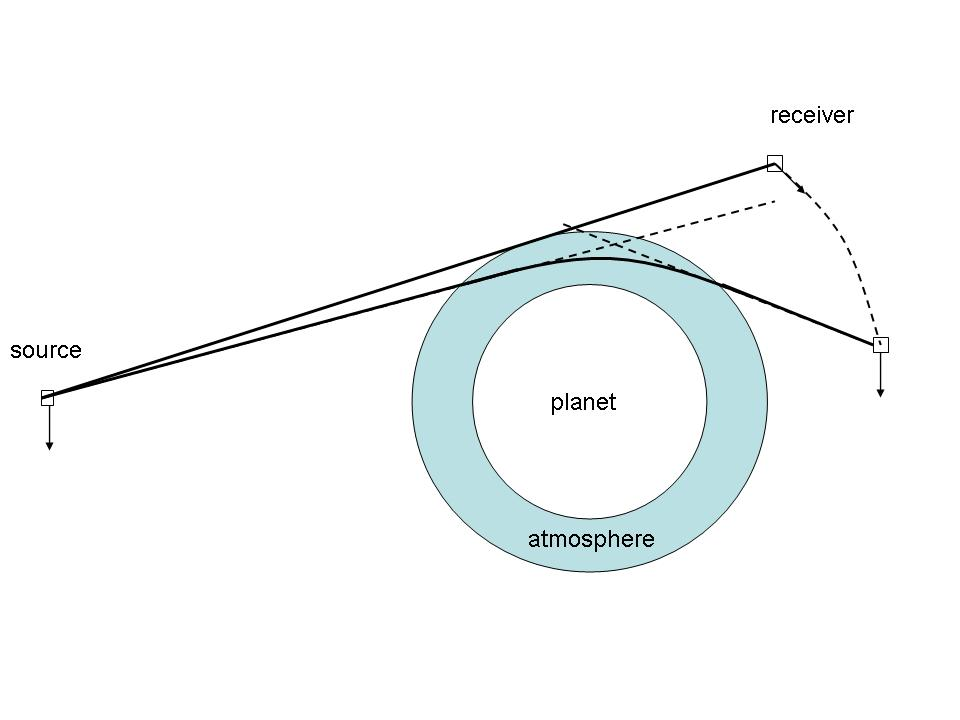
Ilustración que describe el fenómeno de la radio ocultación

El análisis de la ocultación de la señal de radio GPS estudia el comportamiento de las transmisiones de radio desde los satélites del sistema GPS, o de forma más general, desde los satélites de los distintos sistemas globales de navegación por satélite. Esta es una técnica relativamente nueva (aplicada por primera vez en 1995) para realizar mediciones atmosféricas. Se usa como una herramienta de pronóstico del tiempo y también se puede aprovechar para monitorizar el cambio climático. La técnica implica un satélite en órbita baja terrestre que recibe una señal de un satélite GPS. La señal tiene que pasar por la atmósfera, por lo que experimenta un cierto grado de refracción por el camino. La magnitud de la refracción depende de la temperatura y de la concentración de vapor de agua en la atmósfera.
La ocultación de radio de la señal GPS equivale a una descripción casi instantánea del estado atmosférico. La posición relativa entre el satélite GPS y el satélite en órbita baja terrestre cambia con el tiempo, lo que permite un escaneo vertical de las capas sucesivas de la atmósfera.
Estas observaciones también se pueden realizar desde un avión o en altas cumbres.

## Misiones interplanetarias
Las misiones actuales incluyen:
- REX en New Horizons
- Para misiones pasadas, véase Especial:WhatLinksHere/Radio occultation.

## Misiones satelitales
- FORMOSAT-3/COSMIC
- CHAMP
- GRACE
- Sensor GRAS a bordo del satélite MetOp
- CLARREO